# Johanna Ambrosius

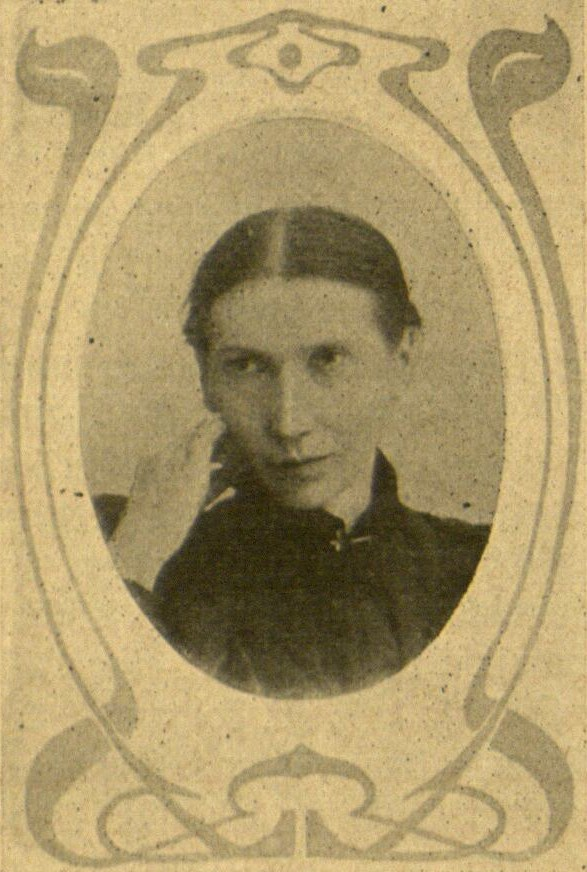
Johanna Ambrosius um 1900

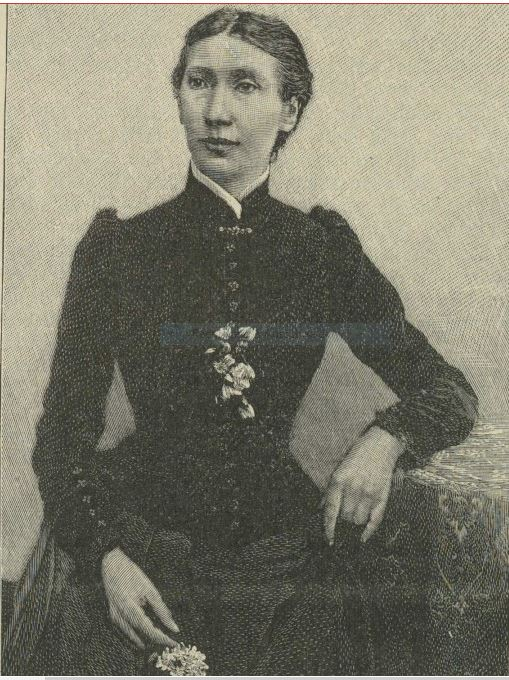
Johanna Ambrosius 1895

Johanna Ambrosius, verh. Voigt (* 3. August 1854 in Lengwethen bei Ragnit, Ostpreußen; † 27. Februar 1939 in Königsberg (Preußen)) war eine deutsche Lyrikerin, die Ende des 19. Jahrhunderts als „Naturdichterin“ Aufsehen erregte.

## Leben

### Bauerntochter und Bäuerin in Ostpreußen
Johanna Ambrosius wurde als zweites von vierzehn Kindern eines Handwerkers in Ostpreußen geboren. Sie wuchs in ärmsten Verhältnissen auf und besuchte bis zu ihrem elften Lebensjahr die Dorfschule in Lengwethen. Von da an half sie ihren Eltern auf dem Feld und im Haus und verdingte sich als Magd und Wirtschafterin auf Gütern der Umgebung. Im Jahr 1875 heiratete sie den Bauernsohn Friedrich Wilhelm Voigt und zog mit ihm nach Dirwonuppen im Kreis Tilsit. Ihnen wurden zwei Kinder geboren: Marie (* 1875) und Erich (* 1878). 1883 erwarben die Eheleute ein kleines Haus mit Grundstück in Groß Wersmeningken bei Lasdehnen im Kreis Pillkallen.

### Unverhoffter Ruhm
Bereits 1884 hatte Johanna Ambrosius erste Gedichte verfasst. Ihre Schwester Martha hatte einige davon – ohne Wissen der Autorin – an mehrere Redaktionen geschickt, so auch an Anny Wothe, die Herausgeberin der Wochenschrift Von Haus zu Haus. Daraufhin veröffentlichten verschiedene Zeitschriften einzelne Gedichte. Infolgedessen entdeckte der österreichische Schriftsteller Karl Weiß Johanna Ambrosius als Volks- und Naturdichterin und gab ihre Gedichte im Dezember 1894 unter dem Pseudonym „Karl Schrattenthal“ heraus. Der Veröffentlichung, und zwar unter ihrem Mädchennamen Johanna Ambrosius, hatte Johanna Voigt unter anderem zugestimmt, um ihrem Sohn Erich eine Ausbildung als Lehrer zu ermöglichen.
Bald nach ihrer „Entdeckung“ wurde Johanna Ambrosius mit namhaften Schriftstellern ihrer Zeit bekannt, darunter Hermann Sudermann, Gerhart Hauptmann, Herman Grimm, Bruno Wille und Heinrich Hart. Teils begegnete sie ihnen persönlich, teils führten sie einen Briefwechsel. Diese Korrespondenzen sind jedoch nicht erhalten, abgesehen von einigen Briefen an Herman Grimm. Ihr Ruhm währte jedoch nur kurz. Auf das Lob für ihre „ungelehrte“ Dichtung folgte Kritik am „Johanna-Ambrosius-Rummel“. An der Debatte über den „Wert“ des Werks von Johanna Ambrosius beteiligten sich Carl Busse, Theodor Fontane, Richard Weitbrecht, Ferdinand Avenarius, Otto Rühle, Arno Holz, Ludwig Goldstein und Christian Morgenstern.
Im Sommer 1900 wurde Johanna Ambrosius Witwe. Acht Jahre später starb ihr erstes Kind Marie im Alter von 32 Jahren. Johanna Ambrosius folgte 1908 ihrem Sohn Erich nach Königsberg, wo sie bis zu ihrem Tod 1939 lebte.
Ihr Grab befindet sich auf dem Neuen Luisenfriedhof in Königsberg, dem heutigen Kaliningrad.

## Nachlass
Der Nachlass von Johanna Ambrosius ging bei der Flucht der Familie Voigt aus Königsberg Anfang 1945 verloren.

## Werk
Johanna Ambrosius’ Gedichte hatten „als formgewandte Erzeugnisse einer aus bescheidensten Verhältnissen stammenden Frau einen ungewöhnlichen Erfolg“. Sie erschienen bereits 1904 in der 41. Auflage. Ab der siebten Auflage, verlegt von Ferdinand Beyer in Königsberg, war ihren Gedichten außer einem Porträt auch eine Abbildung des Wohnhauses der Dichterin beigegeben. Manche ihrer Verehrerinnen ließen es sich nicht nehmen, in die ostpreußische Provinz zu reisen und sie in Groß Wersmeningken aufzusuchen. Im Jahr 1896 wurde der Gedichtband ins Englische übersetzt und zunächst in den USA veröffentlicht, wo Johanna Ambrosius voll Überschwang gar als „German Sappho“ gefeiert wurde, 1910 auch in England. Ein zweiter Gedichtband folgte 1897. Ihre späteren Gedichte erschienen in Zeitschriften und Jahrbüchern, unter anderem in Aus Höhen und Tiefen. Ein Jahrbuch für das deutsche Haus. Prosa veröffentlichte sie nicht, von einem kurzen Text abgesehen.
Johanna Ambrosius selbst schrieb über ihre Autorschaft:

„Ich kenne keine Regeln der Dichtkunst und selbst wenn ich sie kennen möchte wäre es mir unmöglich danach zu dichten, ich schreibe nur nach meinem Gefühl.“

Johanna Ambrosius’ bekannteste Dichtung war das 1884 geschriebene Gedicht Mein Heimatland mit der Anfangszeile „Sie sagen all, du bist nicht schön“, das als Älteres / Erstes Ostpreußenlied berühmt wurde. Mindestens 90 Mal wurden ihre Gedichte vertont, unter anderem von Heinrich Schenker und Felix Rosenthal.

## Werke
- Johanna Ambrosius, eine deutsche Volksdichterin. Gedichte (1894)
- Gedichte, 2. Teil (1897)